# Liste von Straßenbahnen in Afrika
Diese Liste beinhaltet die in Afrika bestehenden (dick angezeigt) sowie ehemaligen Straßenbahnbetriebe. Zusätzlich zu den Städten, in denen diese ansässig waren, werden, soweit möglich, zusätzliche Informationen über die Spurweite, die Antriebsart, Eröffnungs- und Einstellungsdaten und gegebenenfalls über den Betrieb gegeben. Die Daten beziehen sich dabei weitestgehend auf die gesamte Betriebsdauer, so werden beispielsweise sämtliche Antriebsarten aufgeführt und nicht die zuletzt verwendete; gleiches gilt für unterschiedliche Spurweiten. Für Detailinfos dient, sofern vorhanden, der Link zu den einzelnen Betrieben.

## Ägypten
| Stadt                       | Spur- weite in mm | Gleise | Netz- länge in km | Antrieb                | Eröffnung       | Stilllegung | Betreiber                                                                 | Artikel                | Anmerkungen |
| --------------------------- | ----------------- | ------ | ----------------- | ---------------------- | --------------- | ----------- | ------------------------------------------------------------------------- | ---------------------- | ----------- |
| Alexandria (al-Iskandariya) | 1435              |        |                   | Pferd Dampf elektrisch | 08.01.1863 1902 |             | A.P.T.A. (Alexandria Governorate’s for Public Passenger Transport Agency) | Straßenbahn Alexandria |             |
| Al-Mansura                  | 1000              |        |                   | Dampf                  | 15.08.1897      | 1955 (?)    |                                                                           | Straßenbahn Al-Mansura |             |
| Heliopolis                  | 1000              |        |                   |                        | 05.09.1908      | 07.2018     | Cairo Transport Authority                                                 | Straßenbahn Kairo      |             |
| Kairo (al-Qahira)           | 1000              |        |                   | elektrisch             | 12.08.1896      | 2015        | Cairo Transport Authority                                                 | Straßenbahn Kairo      |             |
| Helwan (Heluan)             | 1000              |        |                   |                        | 19.02.1981      | 2011 (?)    | Cairo Transport Authority                                                 | Straßenbahn Helwan     |             |
| Port Said                   | 1000              |        |                   | Pferd                  | 22.09.1900      |             |                                                                           | Straßenbahn Port Said  |             |
| Port Said                   | 1000              |        |                   | elektrisch             |                 | 1929        |                                                                           |                        |             |

## Algerien
| Stadt          | Spur- weite in mm | Gleise | Netz- länge in km | Antrieb          | Eröffnung  | Stilllegung | Betreiber     | Artikel                     | Anmerkungen              |
| -------------- | ----------------- | ------ | ----------------- | ---------------- | ---------- | ----------- | ------------- | --------------------------- | ------------------------ |
| Algier         | 1055              |        |                   | Pferd            | 1890 (?)   |             |               |                             |                          |
| Algier         | 1055              |        |                   | Dampf            |            |             |               |                             |                          |
| Algier         | 1055              |        |                   | elektrisch       |            | 1969        |               |                             |                          |
| Algier         | 1435              |        | 8                 | elektrisch       | 08.05.2011 |             | ETUSA         | Straßenbahn Algier          | siehe auch U-Bahn Algier |
| Annaba–El Kala | 1000              |        |                   | Dampf            |            | 1930 (?)    |               |                             |                          |
| Biskra         | 1000              |        |                   | Pferd            | 1910 (?)   | 1950 (?)    |               | Straßenbahn Biskra          |                          |
| Blida          | 1435              |        |                   | Dampf            |            | 1940 (?)    |               | Straßenbahn Blida           |                          |
| Constantine    | 1435              |        | 8,1               | elektrisch       | 04.07.2013 |             | Setram        | Straßenbahn Constantine     |                          |
| Miliana        | 750               |        |                   | Dampf und Diesel |            | 1975 (?)    |               | Tramway des Mines du Zaccar |                          |
| Mostagarnem    | 1435              |        | 14                | elektrisch       | 18.02.2023 |             |               |                             |                          |
| Oran           | 1055              |        |                   | elektrisch       | 1898       | 1955        |               |                             |                          |
| Oran           | 1435              |        | 18                | elektrisch       | 01.05.2013 |             | Setram (RATP) | Straßenbahn Oran            |                          |
| Ouargla        |                   |        |                   | Pferd            |            | 1950 (?)    |               |                             |                          |
| Ouargla        | 1435              |        |                   | elektrisch       | 20.03.2018 |             |               | Straßenbahn Ouargla         |                          |
| Sétif          |                   |        |                   | Pferd            |            | 1940 (?)    |               |                             |                          |
| Sétif          | 1435              |        |                   | elektrisch       | 20.03.2018 |             |               | Straßenbahn Sétif           |                          |
| Sidi bel Abbès | 1435              |        | 14                | elektrisch       | 25.07.2017 |             |               | Straßenbahn Sidi bel Abbès  |                          |
| Touggourt      |                   |        |                   | Pferd            |            | 1940 (?)    |               |                             |                          |

## Äthiopien
| Stadt       | Spur- weite in mm | Gleise | Netz- länge in km | Antrieb              | Eröffnung  | Stilllegung | Betreiber | Artikel               | Anmerkungen |
| ----------- | ----------------- | ------ | ----------------- | -------------------- | ---------- | ----------- | --------- | --------------------- | ----------- |
| Addis Abeba | 1435              |        |                   | 750 V GS Oberleitung | 21.09.2015 |             |           | Stadtbahn Addis Abeba |             |

## Kongo (Demokratische Republik)
| Stadt      | Spur- weite in mm | Gleise | Netz- länge in km | Antrieb | Eröffnung  | Stilllegung | Betreiber | Artikel              | Anmerkungen |
| ---------- | ----------------- | ------ | ----------------- | ------- | ---------- | ----------- | --------- | -------------------- | ----------- |
| Boma       | 615               |        |                   | Dampf   | 04.03.1890 | ca. 1900    | CVM       |                      |             |
| Lubumbashi |                   |        |                   | Diesel  |            |             |           | Stadtbahn Lubumbashi |             |

## Marokko
| Stadt          | Spur- weite in mm | Gleise | Netz- länge in km | Antrieb    | Eröffnung  | Stilllegung | Betreiber       | Artikel                | Anmerkungen |
| -------------- | ----------------- | ------ | ----------------- | ---------- | ---------- | ----------- | --------------- | ---------------------- | ----------- |
| Rabat und Salé | 1435              |        | 19                | elektrisch | 23.05.2011 |             | Veolia Transdev | Straßenbahn Rabat-Salé |             |
| Casablanca     | 1435              |        | 31                | elektrisch | 12.12.2012 |             | Casa Tram       | Straßenbahn Casablanca |             |

## Mosambik
| Stadt  | Spur- weite in mm | Gleise | Netz- länge in km | Antrieb | Eröffnung | Stilllegung | Betreiber | Artikel            | Anmerkungen |
| ------ | ----------------- | ------ | ----------------- | ------- | --------- | ----------- | --------- | ------------------ | ----------- |
| Maputo | 1000              |        |                   |         | 1904      | 1936        |           | Straßenbahn Maputo |             |

Es bestehen heute keine Straßenbahnbetriebe mehr.

## Nigeria
| Stadt | Spur- weite in mm | Gleise | Netz- länge in km | Antrieb | Eröffnung | Stilllegung | Betreiber | Artikel                | Anmerkungen |
| ----- | ----------------- | ------ | ----------------- | ------- | --------- | ----------- | --------- | ---------------------- | ----------- |
| Lagos | 762               | 1      | 4,4               | Dampf   | 1902      | 1933        |           | Dampfstraßenbahn Lagos |             |

Es bestehen heute keine Straßenbahnbetriebe mehr.

## Südafrika
Mit Stand Februar 2019 besteht in Südafrika nur noch der Straßenbahnbetrieb in Kimberley.
| Stadt            | Spur- weite in mm | Gleise | Netz- länge in km | Antrieb          | Eröffnung             | Stilllegung           | Betreiber                 | Artikel                      | Anmerkungen                       |
| ---------------- | ----------------- | ------ | ----------------- | ---------------- | --------------------- | --------------------- | ------------------------- | ---------------------------- | --------------------------------- |
| Bloemfontein     |                   |        |                   | elektrisch       |                       |                       |                           | Straßenbahn Bloemfontein     |                                   |
| Kapstadt         |                   |        |                   | Pferd            | 01.05.1863            | ?                     |                           |                              |                                   |
| Kapstadt         |                   |        |                   | elektrisch       | 06.08.1896            | 28.01.1939            |                           | Straßenbahn Kapstadt         |                                   |
| Durban           |                   |        |                   | elektrisch       | 01.05.1902            | 01.08.1949            |                           | Straßenbahn Durban           |                                   |
| East London      |                   |        |                   | elektrisch       | 25.01.1900            | 25.10.1935            |                           | Straßenbahn East London      |                                   |
| Johannesburg     | 1435              |        |                   | Pferd            | 1880                  |                       |                           |                              |                                   |
| Johannesburg     | 1435              |        |                   | elektrisch       |                       | 1961                  |                           | Straßenbahn Johannesburg     |                                   |
| Kimberley        | 1067              |        |                   | elektrisch       | 1905                  | 1947                  | Victoria Tramways Company | Straßenbahn Kimberley        | Museumslinie seit 1985 in Betrieb |
| Pietermaritzburg |                   |        |                   | elektrisch       | 02.11.1904            | 12.1936               |                           | Straßenbahn Pietermaritzburg |                                   |
| Port Elizabeth   |                   |        |                   | Pferd elektrisch | 14.05.1881 16.06.1897 | ~Juni 1897 17.12.1948 |                           | Straßenbahn Port Elizabeth   |                                   |

## Sudan
| Stadt   | Spur- weite in mm | Gleise | Netz- länge in km | Antrieb    | Eröffnung | Stilllegung | Betreiber | Artikel             | Anmerkungen |
| ------- | ----------------- | ------ | ----------------- | ---------- | --------- | ----------- | --------- | ------------------- | ----------- |
| Khartum |                   |        |                   | elektrisch | 1927      | 1962        |           | Straßenbahn Khartum |             |

Es bestehen heute keine Straßenbahnbetriebe mehr.

## Tansania
| Stadt    | Spur- weite in mm | Gleise | Netz- länge in km | Antrieb | Eröffnung | Stilllegung | Betreiber | Artikel              | Anmerkungen |
| -------- | ----------------- | ------ | ----------------- | ------- | --------- | ----------- | --------- | -------------------- | ----------- |
| Sansibar |                   |        |                   | Pferd   | 1907      | ?           |           | Straßenbahn Sansibar |             |
| Sansibar |                   |        |                   | Dampf   | 1911      | 1928        |           |                      |             |

Es bestehen heute keine Straßenbahnbetriebe mehr.

## Tunesien
| Stadt | Spur- weite in mm | Gleise | Netz- länge in km | Antrieb    | Eröffnung | Stilllegung | Betreiber | Artikel           | Anmerkungen                                 |
| ----- | ----------------- | ------ | ----------------- | ---------- | --------- | ----------- | --------- | ----------------- | ------------------------------------------- |
| Tunis | 1000              |        |                   | Pferd      | 1885      |             |           |                   |                                             |
| Tunis | 1000              |        |                   | elektrisch |           | 1960        |           |                   |                                             |
| Tunis | 1435              |        |                   | elektrisch | 1985      |             | Transtu   | Straßenbahn Tunis | wird als Stadtbahn (métro léger) bezeichnet |